# Ceralocyna militaris
Ceralocyna militaris là một loài bọ cánh cứng trong họ Cerambycidae.